# 皮氏长文蛤
皮氏长文蛤（学名：Callista pilsbryi），是帘蛤目帘蛤科仙女蛤属的一种。主要分布于韩国、台湾，常栖息在浅海沙底。